# NGC 7353
NGC 7353 este o galaxie situată în constelația Pegas. A fost descoperită în 7 august 1864 de către Albert Marth. Se află la o distanță de 97,72 de megaparseci de Pământ.